# Omurovska Reka
Omurovska Reka (bulgariska: Омуровска Река) är ett vattendrag i Bulgarien. Det ligger i den centrala delen av landet, 170 km öster om huvudstaden Sofia.
Trakten runt Omurovska Reka består till största delen av jordbruksmark. Runt Omurovska Reka är det ganska tätbefolkat, med 58 invånare per kvadratkilometer.